# Candy (canção de Doja Cat)
"Candy" é um single da cantora norte-americana Doja Cat, gravada para seu álbum de estréia, Amala (2018). A canção foi escrita por Doja Cat, Cameron Bartolini, Budo e Yeti Beats, sendo produzida pelos dois últimos, ao lado de Cambo, como um produtor adicional. Foi lançada em 23 de março de 2018, como o segundo single do álbum, através da Kemosabe e RCA Records. "Candy" atingiu o número 86 na Billboard Hot 100.

## Antecedentes e composição
"Candy" foi escrita por Amala Dlamini e Cameron Bartolini. Bartolini também co-produziu o single com Budo e Yeti Beats e trabalhou com os instrumentos. A canção foi mixada por Neal Pogue. "Candy" foi lançada em 23 de março de 2018, como o segundo single do primeiro álbum de estúdio de Doja Cat, Amala (2018). De acordo com a partitura publicada no Musicnotes.com pela Sony/ATV Music Publishing, a canção é executada na tonalidade de Sol menor com um andamento de 120 batidas por minuto.

## Recepção da crítica
"Candy" recebeu críticas geralmente positivas dos críticos de música. Matt Collar da AllMusic a classificou como um dos destaques do álbum. Milca P. do HotNewHipHop elogiou a direção musical da canção e disse que "se inclina mais para o catálogo tipicamente R&B-pesado do signatário da RCA". Rap-Up acrescentou ao seu blog "A rapper e cantora em ascensão Doja Cat continua a 'empurrar o envelope' em seu mais recente, ousado e sensual single, Candy".

## Créditos
Todo o processo de elaboração de "Candy" atribui os seguintes créditos:
Gravação
- Projetada em The Himalayas (Los Angeles, Califórnia)
- Masterizada em Bernie Grundman Mastering (Hollywood, Califórnia)

Pessoal
- Doja Cat: vocal, composição
- Yeti Beats: composição, produção, engenharia
- Budo: composição, produção
- Cambo: composição, produção adicional, engenharia
- Neal H Pogue: mixagem
- Mike Bozzi: masterização

## Desempenho comercial
| Tabela musical (2018–2020)                    | Melhor posição |
| --------------------------------------------- | -------------- |
| Austrália (ARIA)                              | 92             |
| Bélgica (Ultratip Bubbling Under de Flandres) | 28             |
| Canadá (Canadian Hot 100)                     | 55             |
| Estados Unidos (Billboard Hot 100)            | 86             |
| Estados Unidos (Billboard R&B/Hip-Hop Songs)  | 36             |
| Grécia (IFPI)                                 | 40             |
| Irlanda (IRMA)                                | 81             |
| Lituânia (AGATA)                              | 34             |
| Romênia (Romanian Top 100)                    | 71             |

| Tabela musical (2020)          | Posição |
| ------------------------------ | ------- |
| Canadá (Canadian Hot 100)      | 92      |
| Tabela musical (2020)          | Posição |
| Estados Unidos (Hot R&B Songs) | 41      |

## Vendas e certificações
| Região                                                         | Certificação | Vendas   |
| -------------------------------------------------------------- | ------------ | -------- |
| Brasil (Pro-Música Brasil)                                     | 2× Platina   | 80,000‡  |
| Estados Unidos (RIAA)                                          | Ouro         | 500,000‡ |
| Polônia (ZPAV)                                                 | Ouro         | 10,000‡  |
| ‡ Vendas+valores de streaming baseados apenas na certificação. |              |          |

## Histórico de lançamento
| Região | Data                | Formato(s)                 | Gravadora    | Ref.   |
| ------ | ------------------- | -------------------------- | ------------ | ------ |
| Várias | 23 de março de 2018 | Download digital streaming | Kemosabe RCA | [ 22 ] |